# José María Guelbenzu
José María Guelbenzu   (Madrid, 14 d'abril de 1944 - Madrid, 18 de juliol de 2025) va ser un escriptor espanyol i articulista.

## Biografia
Guelbenzu va estudiar dret i direcció d'empreses a l'Institut Catòlic d'Administració i Direcció d'Empreses i a la Universitat Complutense de Madrid, però el 1964 va abandonar els estudis per a dedicar-se a la literatura. Les seves primeres publicacions van ser col·laboracions a les revistes Signos (on col·laborava amb crítiques cinematogràfiques) i Cuadernos Hispanoamericanos (on va donar a conèixer les seves poesies). El seu primer llibre publicat va ser un poemari, encara que després va desenvolupar la seva carrera literària principalment com a novel·lista. En 1967 va ser finalista del Premi Biblioteca Breve amb El Mercurio, la seva primera novel·la.
Va treballar en la revista Cuadernos para el Diálogo, i va col·laborar en diversos diaris i revistes literàries. Va ser director editorial de Taurus i Alfaguara fins a 1988, any en el qual va passar a dedicar-se en exclusiva a la literatura. Va ser col·laborador habitual de les seccions d'Opinió i Llibres del diari El País i de la Revista de Libros. El 2001 va publicar la seva primera novel·la detectivesca No acosen al asesino.

## Obra publicada
- Espectros, la casa antigua (1967), poesia
- Hogar eventual (1967), relat
- La Donna de Otoño (1967), relat
- El mercurio (1968)
- Antifaz (1970)
- El pasajero de ultramar (1976)
- La noche en casa (1977)
- El río de la luna (1981), Premi de la Crítica.
- El esperado (1984)
- La mirada (1987)
- La tierra prometida (1991), Premi Plaza & Janés.
- La mosca de Funchal (1992), relat
- El sentimiento (1995)
- Recuerdo una vez en Argüelles (1997), relat
- Un peso en el mundo (1999)
- No acosen al asesino (2001)
- La cabeza del durmiente (2003)
- La muerte viene de lejos (2004)
- Esta pared de hielo (2005)